# هنری کوکبرن
هنری کوکبرن (به انگلیسی: Henry Cockburn) بازیکن فوتبال زادهٔ ۱۴ سپتامبر ۱۹۲۱ اهل انگلستان بود که سابقهٔ بازی در تیم ملی فوتبال انگلستان را در کارنامهٔ خود دارد. وی در تاریخ ۲۸ سپتامبر ۱۹۴۶ نخستین بازی ملی خود را در مقابل تیم ملی فوتبال ایرلند شمالی انجام داد و با حضور در ۱۳ بازی ملی، در تاریخ ۳ اکتبر ۱۹۵۱ واپسین بازی ملی‌اش را در برابر تیم ملی فوتبال فرانسه برگزار کرد.